# Nemesis (Stratovarius-album)
A Nemesis a Stratovarius power metal együttes 14. lemeze, mely 2013. február 22-én az Edel AG-nél jelent meg. A Stratovariusnak ez az első olyan albuma, melyen Rolf Pilve dobos szerepel, aki 2012-ben Jörg Michaelt váltotta. A lemezt először a csapat hivatalos honlapján 2012. november 24-én jelentették be, a lemezen szereplő számok listája pedig 2012. december 5-én vált elérhetővé.  Az Unbreakable, a lemezről készült kislemez hivatalos klipje 2013. január 25-én jelent meg a YouTube-on.

## Előzmények és felvétel
A Sonata Arctica gitásora, Jani Liimatainen, aki 2012-ben Timo Kotipelto vendégénekessel közösen elkészítette az akusztikus Blackoustic albumot, két itten számnak a dalát is elkészítette. Ezek az "If the Story Is Over" és az "Out of the Fog" voltak.
A csapat tervei között szerepelt, hogy a felvételekre kibérel egy orgonát, de végül ejtették ezt az elképzelést.
Az album nevét akkor találták ki, mikor Matias gitáros Madrid repülőterén ült, és ezt tanácsolta a csapat többi tagjának. Akkorra a dalszövegek túlnyomó többsége készen volt már. Jens szerint a borítón szereplő nő lehet egy megmentő, egy megmentő vagy minden rombolás forrása.

## Számlista
| 1.    | Abandon              | 4:51 |
| 2.    | Unbreakable          | 4:37 |
| 3.    | Stand My Ground      | 4:14 |
| 4.    | Halcyon Days         | 5:29 |
| 5.    | Fantasy              | 4:19 |
| 6.    | Out of the Fog       | 6:58 |
| 7.    | Castles in the Air   | 6:02 |
| 8.    | Dragons              | 4:04 |
| 9.    | One Must Fall        | 4:27 |
| 10.   | If the Story Is Over | 6:06 |
| 11.   | Nemesis              | 6:33 |
| 57:40 |                      |      |

| 12. | Fireborn | 4:45 |
| 13. | Hunter   | 3:27 |

| 14. | Kill It With Fire | 4:52 |

| 15. | Old Man and the Sea | 4:11 |

## Listás helyezések
Finnország #3, Csehország #12, Japán #17, Svájc #30, Spanyolország #32, Németország #41, Svédország #44, Franciaország #56, Norvégia #56, Ausztria #62, Kanada #126

## Közreműködők
Stratovarius
- Timo Kotipelto – vokál
- Matias Kupiainen – gitár, keverés, gyártás
- Jens Johansson – billentyűs
- Rolf Pilve – dobok
- Lauri Porra – basszus

Vendégzenészek
- Jani Liimatainen – akusztikus gitár, háttér énekes
- Joakin Jokela – fütyülés
- Háttér vokálban részt vesz: "Shark Finns" – Susana Koski, Anna Maria Parkkinen, Anna-Maija Jalkenen, Alexa Leroux, Tipe Johnson, Hepa Waara, Ari Sievälä, James Lascelles, Dane Stefaniuk, Koop Arponen

Produkció
- Mika Jussila – mastering[1]
- Perttu Vänskä – produkciós asszisztens
- Kalle Keski-Orvola – produkciós asszisztens
- Paavo Kurkela – produkciós asszisztens
- Havancsák Gyula – borító
- Sander Nebeling – kinézet és csomagolás koordinálása